# Návěst

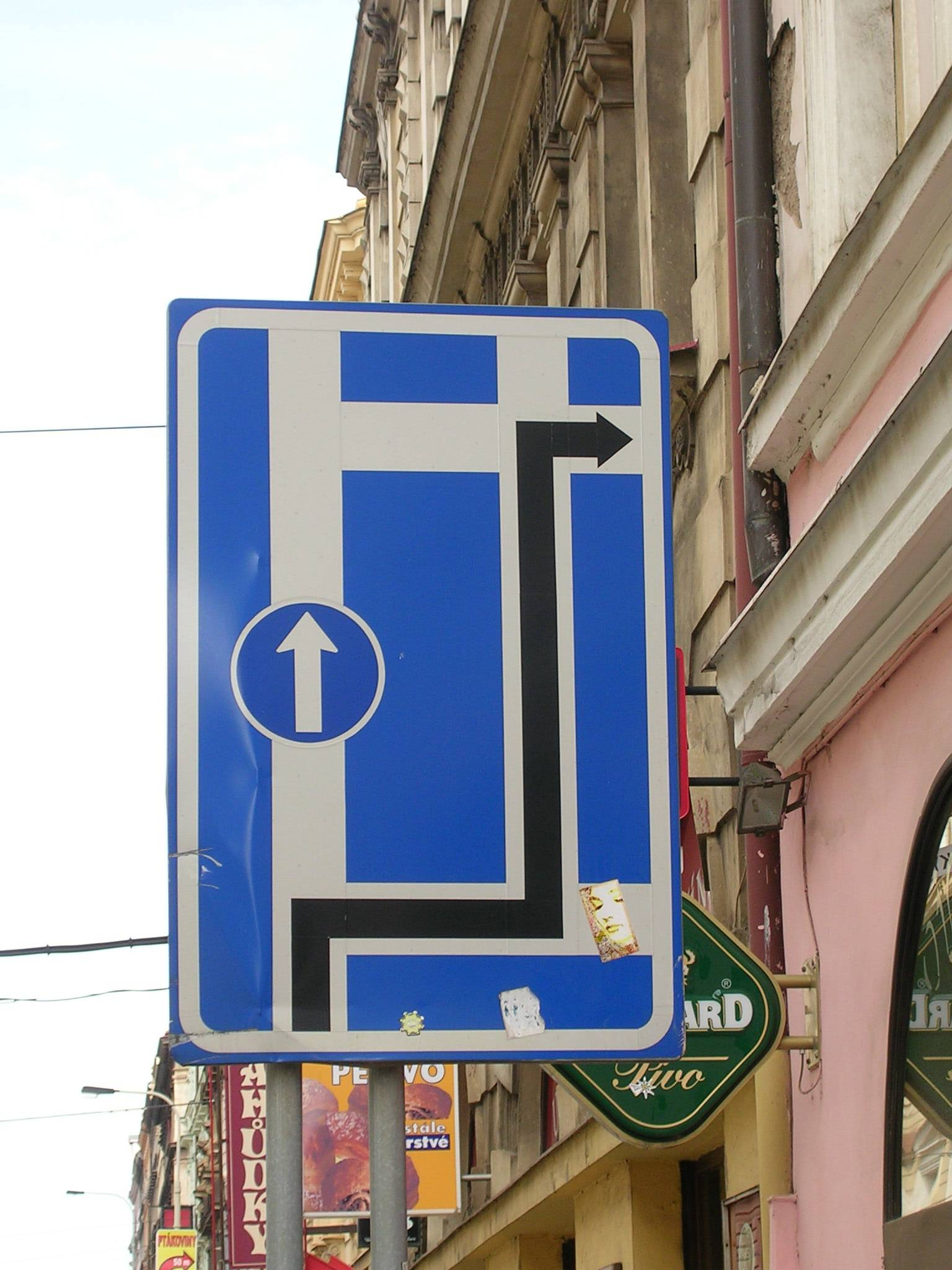
Návěst před křižovatkou-odbočování vpravo

Návěst je signál, viditelné (optické) nebo slyšitelné (akustické) domluvené znamení, vyjadřující rozkaz nebo zprávu, zejména v dopravě. U viditelných návěstí se rozlišují návěstí denní a noční. Návěsti se obyčejně vydávají návěstidlem, předvěstí apod., ale je možné je vydávat i ručně. Základní návěsti stanoví v ČR Vyhláška Ministerstva dopravy č. 173/1995 Sb. ze dne 22. června 1995, Dopravní řád drah – příloha 1.